# Канши (Сома)
Канши (фр. Canchy) насеље је и општина у североисточној Француској у региону Пикардија, у департману Сома која припада префектури Абевил.
По подацима из 2011. године у општини је живело 313 становника, а густина насељености је износила 48,38 становника/km². Општина се простире на површини од 6,47 km². Налази се на средњој надморској висини од 74 метара (максималној 79 m, а минималној 32 m).

## Демографија
| 1962. | 1968. | 1975. | 1982. | 1990. | 1999. | 2011. |
| ----- | ----- | ----- | ----- | ----- | ----- | ----- |
| 376   | 380   | 346   | 327   | 313   | 307   | 313   |

График промене броја становника у току последњих година